# Márcio Rezende de Freitas
Márcio Rezende de Freitas (Coronel Fabriciano, 22 dicembre 1960) è un ex arbitro di calcio brasiliano, internazionale dal 1991 al 2004.

## Carriera
Attivo a livello nazionale dal 1989, ha collezionato svariati incarichi di prestigio nel corso delle 1100 presenze totali che ha totalizzato nel corso dei suoi sedici anni di carriera. Tra essi si annoverano gli arbitraggi delle finali del campionato brasiliano 1991, 1993, 1994, 1995, 1996, 1999 e 2000. Ha iniziato ad arbitrare per la CONMEBOL durante la Coppa Libertadores 1992, mentre nel 1992 aveva già debuttato a livello di nazionali dirigendo Spagna-Egitto del 27 luglio, incontro valevole per Barcellona 1992. Tra gli incarichi internazionali più rilevanti ci sono la partecipazione alle edizioni di Copa América Ecuador 1993, Uruguay 1995 e Perù 2004, nonché a tredici edizioni della Copa Libertadores.
Nel 2007 la FIFA gli conferisce il prestigioso FIFA Special Award..